# Tha (Arabische letter)

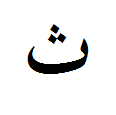
Tha in geïsoleerde vorm

Ṯāʾ of tha, ثاء, is de vierde letter van het Arabisch alfabet. Aan de tha kent men de getalswaarde 500 toe.

## Ontstaan
In tegenstelling tot de meeste andere Arabische letters is de tha niet direct uit een letter van het Fenicische alfabet ontstaan. In de begintijd van de Arabische taal ontbraken de diakritische punten nog en schreef men de tha op dezelfde wijze als de letter ta. Om de twee letters te kunnen onderscheiden heeft men later aan de ta twee en aan de tha drie punten toegevoegd.

## Uitspraak
De tha klinkt als de stemloze Engelse "th"-klank in "thief".
De tha is een zonneletter, dat wil zeggen dat hij een voorafgaand bepaald lidwoord "al" assimileert. Voorbeeld "de drie" - الثلاثة : uitspraak niet "al-thalatha" maar "ath-thalatha".

## Tha in Unicode
| Unicode Codepoint | U+062B             |
| Unicode-Name      | ARABIC LETTER THEH |
| HTML              | &#1579;            |
| ISO 8859-6        | 0xcb               |

Basisalfabet: ا (alif) · 
ب (ba) · 
ت (ta) · 
ث (tha) · 
ج (jim) ·
ح (ḥa) ·
خ (kha) ·
د (dal) ·
ذ (dhal) ·
ر (ra) ·
ز (zai) ·
س (sin) ·
ش (sjin) ·
ص (ṣad) ·
ض (ḍad) ·
ط (ṭah) ·
ظ (ẓa) ·
ع (ain) ·
غ (gain) ·
ف (fa) ·
ق (qaf) ·
ك (kaf) ·
ل (lam) ·
م (mim) ·
ن (nun) ·
ه (ha) ·
و (waw) ·
ي (ya)
Aanvullende tekens: ء (hamza) ·
آ (alif madda) ·
ة (tāʾ marbūṭa) ·
ى (alif maqṣūra) ·
لا (lām-alif)
Klinkertekens: fatḥa ·
kasra ·
ḍamma ·
shadda ·
sukūn ·
waṣla